# جو آن بيرد
جو آن بيرد (بالإنجليزية: Jo Ann Beard)‏ هي مقالاتية أمريكية، ولدت في 1955 في شيكاغو في الولايات المتحدة.